# うちゅうのうた
「うちゅうのうた」は、NHKの音楽番組『みんなのうた』で、1986年4月・5月に放送された楽曲。作詞・作曲：福澤諸、編曲：石原眞治、歌：ふくざわもろ。

## 概要
福澤もろの代表曲。福澤の著書『宇宙からの手紙』にて、本曲は頭の中に聞こえてきた唄をそのまま曲にしたものであると語っている。『みんなのうた』のアニメーションは大井文雄が製作、一人の少年が夜空を見上げている映像で歌詞に合わせて花や動物が登場する。現在は『みんなのうたDVD-BOX』(第9集)に収録されている。
『みんなのうた』以外では小学館が出版している児童向け百科事典『21世紀こども百科』の「宇宙館」のCMにも使用された。
高橋洋子が本曲をピアノアレンジし、カバーした音源が2013年8月8日発売のアルバム『宇宙の唄』に収録されている。高橋洋子は福澤もろに会ったことは無いが、2001年頃に福澤の知り合いから「いつか福澤もろの楽曲を歌うことになる」と言われたと述べている。